# Sopwith Gunbus
El Sopwith Gunbus fue un avión de caza británico de la Primera Guerra Mundial. Era un biplano propulsor monomotor basado en un hidroavión construido por Sopwith antes de la guerra para Grecia. El Real Servicio Aéreo Naval británico construyó y utilizó pequeñas cantidades, principalmente como entrenador.

## Diseño y desarrollo
En 1913, la Sopwith Aviation Company recibió del gobierno griego un encargo de seis hidroaviones biplaza para el Servicio Aéreo Naval griego, que estaba en proceso de creación basándose en el asesoramiento del contraalmirante Mark Kerr, jefe de la Misión Naval británica para Grecia. El diseño de Sopwith, conocido como "Pusher Seaplane" (Hidroavión Propulsor) o "Greek Seaplane" (Hidroavión Griego), era un biplano propulsor monomotor, propulsado por un único motor radial Anzani de 75 kW (100 hp), con alas de cuatro vanos. Estaba equipado con controles duales para usarlo como entrenador.

## Historia operacional
El primero de los Pusher Seaplane griegos voló en febrero de 1914, pasando con éxito las pruebas en marzo, con las primeras entregas en mayo y los seis entregados cuando estalló la Primera Guerra Mundial. El Real Servicio Aéreo Naval compró dos entrenadores idénticos más, nuevamente para usarlos como entrenadores, y se entregaron en mayo. Mientras que las máquinas griegas funcionaron bien, a pesar de las limitadas instalaciones disponibles en su base en Eleusis, al principio sin talleres ni hangares disponibles, los dos aviones británicos tuvieron menos éxito, sus motores resultaron poco fiables y fueron retirados en febrero de 1915.
En marzo de 1914, los griegos hicieron un encargo de seis hidroaviones propulsores más, el Sopwith S PG N, que eran similares a sus aviones anteriores, pero que en lugar de ser entrenadores de doble control, iban a estar armados con una ametralladora en el morro y propulsados por un motor rotativo Gnome Monosoupape. Al menos cinco de estos aviones fueron requisados por la Marina Real al estallar la guerra, pero nuevamente no tuvieron éxito en el servicio británico, y al menos dos fueron modificados como aviones terrestres. Permanecieron en servicio hasta julio de 1915.
La Armada Real encargó seis aviones terrestres modificados basados en el S PG N en julio de 1914, como Sopwith Gunbus o Admiralty Type 806, que estarían propulsados por motores V8 Sunbeam de 82 kW (110 hp) refrigerados por agua y armados con una ametralladora. El primero voló el 6 de octubre de 1914 y se descubrió que no tenía suficiente potencia, por lo que se le instaló un Sunbeam de 112 kW (150 hp). A principios de 1915 se encargaron otros 30 aviones a Robey & Co. Ltd. de Lincoln, equipados con una góndola modificada, con el piloto sentado en la cabina delantera en lugar del artillero, y preparados para realizar bombardeos. Sólo se completaron 17 de estos aviones y los 13 restantes se entregaron como piezas de repuesto.
Los Gunbus propulsados por Sunbeam entraron un servicio operativo limitado, formando un avión parte del escuadrón del RNAS en Dunkerque, dirigido por el comandante Charles Samson, en febrero de 1915, y el mismo comentó que el Sopwith requería "mucho trabajo para hacerlo seguro para volar". Los Gunbus se utilizaron principalmente como entrenadores, siendo utilizados por el RNAS en Hendon, y permaneciendo en servicio hasta el invierno de 1915-16.
El nombre Gunbus proviene del término utilizado en la jerga de piloto del Real Cuerpo Aéreo (RFC) para un avión, autobús (bus), y también se usó en el nombre del Vickers Gunbus.

## Variantes
Pusher Seaplane o Greek Seaplane
Hidroavión de entrenamiento de doble control propulsado por un motor radial Anzani de 75 kW (100 hp) de 10 cilindros, dando una velocidad de 89 km/h y ascendiendo hasta los 610 m (2000 pies) en 12 minutos y medio. Se construyeron seis ejemplares para la Armada griega y dos para el RNAS.
S PG N
Versión armada del Pusher Seaplane propulsado por un motor rotativo Gnome Monosoupape. Se encargaron seis para Grecia, y al menos cinco fueron requisados por el RNAS al estallar la Primera Guerra Mundial. Al menos dos fueron modificados como aviones terrestres.
Gunbus
Versión de avión terrestre para el RNAS, el Gunbus fue designado oficialmente Admiralty Type 806. Poseía una góndola revisada que se elevaba por encima de la sección central del ala inferior en lugar de estar unida directamente, y estaba propulsada por un motor Sunbeam. Sopwith construyó seis aviones armados, y otros 30 aviones modificados como bombarderos fueron encargados a Robey and Co., de los cuales sólo 17 se completaron.

## Operadores
Grecia
- Servicio Aéreo Naval

 Reino Unido
- Real Servicio Aéreo Naval

## Especificaciones (motor Sunbeam)
Referencia datos: War Planes of the First World War:Fighters Volume Two

### Características generales
- Tripulación: Dos (piloto y artillero)
- Longitud: 9,9 m (32,5 ft)
- Envergadura: 15,2 m (50 ft)
- Altura: 3,5 m (11,3 ft)
- Superficie alar: 44 m² (473,6 ft²)
- Planta motriz: 1× motor lineal V8 refrigerado por agua Sunbeam Crusader[9].
  - Potencia: 110 kW (152 HP; 150 CV)
- Hélices: Bipala de paso fijo

### Rendimiento
- Velocidad máxima operativa (Vno): 130 km/h (81 MPH; 70 kt)
- Alcance: 2,5 h [10]
- Techo de vuelo: 1200 m (3937 ft) [10]
- Tiempo a altitud: 15 min para 1100 m (3500 pies)[10]

### Armamento
- Ametralladoras: 

  - 1x Lewis de 7,7 mm
- Bombas: Provisión para llevar bombas subalares

## Aeronaves relacionadas

### Aeronaves similares
- Vickers F.B.5